# Amtsgericht Melsungen

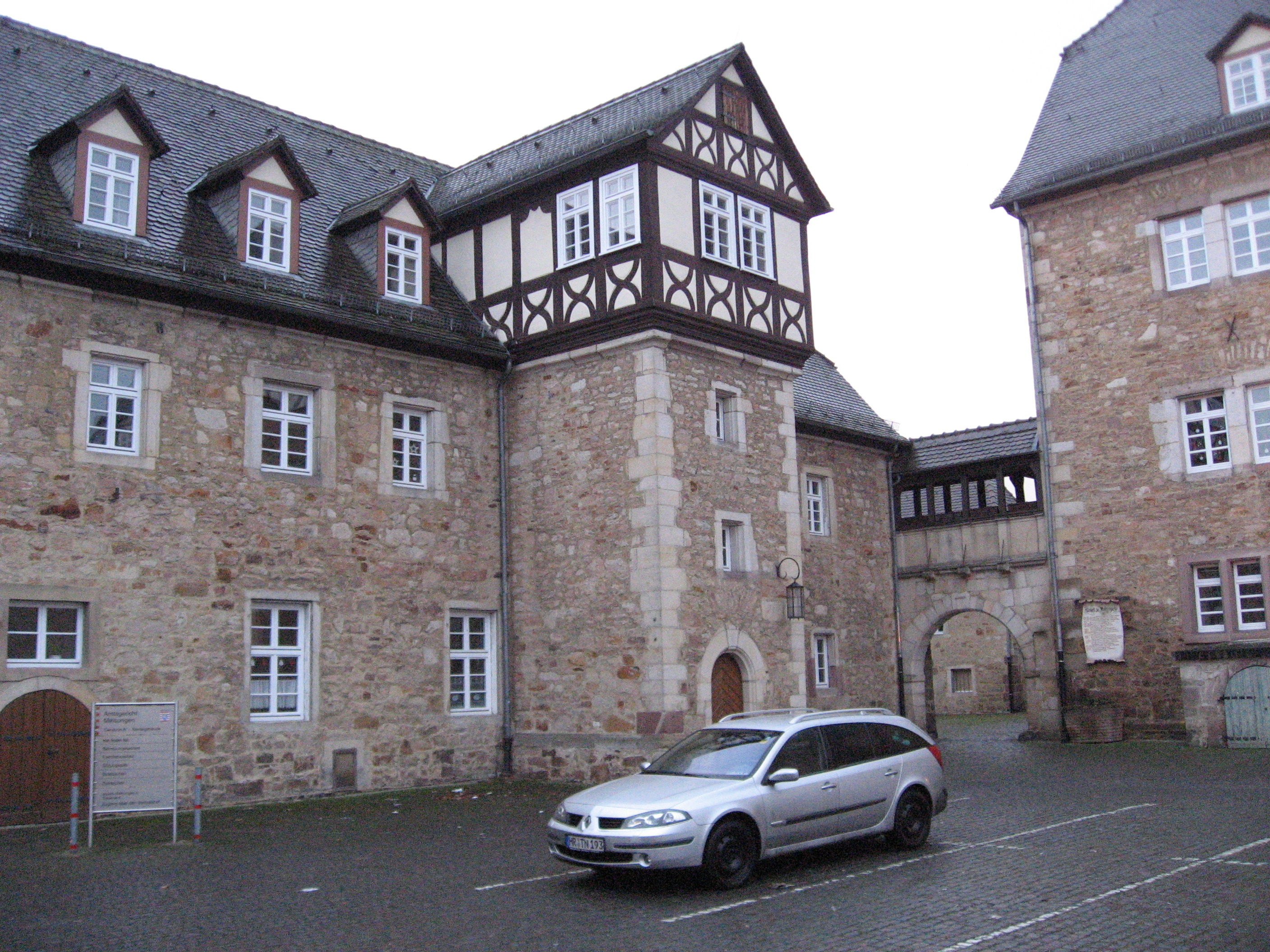
Das Amtsgericht Melsungen im alten Renteigebäude des Schlosses

Das Amtsgericht Melsungen (von 1822 bis 1867 Justizamt Melsungen) ist ein seit 1822 bestehendes Gericht der ordentlichen Gerichtsbarkeit in der nordhessischen Stadt Melsungen im Schwalm-Eder-Kreis.

## Gerichtssitz und -bezirk

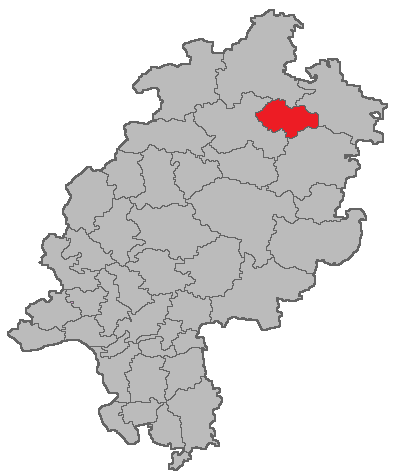
Lage des Amtsgerichtsbezirks Melsungen in Hessen

Der Sitz des Gerichtes ist in Melsungen in der Kasseler Straße 29 im ehemaligen Renteigebäude und Marstall des Melsunger Schlosses. Sein Gerichtsbezirk umfasst die Städte Felsberg, Melsungen und Spangenberg (jeweils inklusive aller Stadtteile) sowie die Gemeinden Guxhagen, Körle, Malsfeld und Morschen (ebenfalls inklusive aller Ortsteile).

## Zuständigkeiten
Das Gericht ist zuständig für Betreuungssachen, Grundbuchsachen, Kirchenaustritte, Nachlasssachen, erstinstanzliche Zivilsachen sowie Strafsachen erster Instanz, soweit diese vor dem Einzel- bzw. Jugendrichter angeklagt werden. Darüber hinaus ist es als Familiengericht für seinen Gerichtsbezirk sowie für den des Amtsgerichts Fritzlar zuständig.
Nicht zuständig ist es für Anklagen vor dem Schöffen- bzw. Jugendschöffengericht, Registersachen sowie Insolvenzsachen. Hierfür ist das Amtsgericht Fritzlar zuständig. Für Mahnverfahren ist ebenfalls nicht das Amtsgericht Melsungen, sondern hessenweit das Amtsgericht Hünfeld zuständig.

## Geschichte
Im Zuge der mit Wirkung vom 1. Januar 1822 erfolgten Trennung von Justiz und Verwaltung im Kurfürstentum Hessen kam es zur Errichtung des Justizamts Melsungen. Sein Bezirk bestand aus Melsungen, Adelshausen, Albshausen, Büchenwerra, Dagobertshausen, Elfershausen, Ellenberg, Empfershausen, Grebenau, Guxhagen, Kehrenbach, Kirchhof, Körle, Lobenhausen, Malsfeld, Obermelsungen, Ostheim, Röhrenfurth, Schwarzenberg, Wagenfurth und Wollrode aus dem bisherigen Amt Melsungen sowie den Orten Beiseförth und Binsförth aus dem bisherigen Amt Spangenberg.
Nach der preußischen Annexion Kurhessens 1866 wurde die Gerichtsverfassung neu geordnet. An die Stelle der bisherigen Justizämter traten Amtsgerichte in erster, Kreisgerichte in zweiter und ein Appellationsgericht in dritter Instanz. Somit wurde aus dem Justizamt Melsungen ein Amtsgericht mit demselben Bezirk.
Gehörte dieses Gericht zunächst noch zum Bezirk des Kreisgerichts Rotenburg, kam es aufgrund des Gerichtsverfassungsgesetz mit Wirkung zum 1. Oktober 1879 in den Bezirk des neu errichteten Landgerichts Kassel, der Bezirk des Amtsgerichts selbst blieb jedoch unverändert.
Als 1943 die Amtsgerichte Felsberg und Spangenberg zu Zweigstellen des Amtsgerichts Melsungen gemacht wurden, erweiterte sich sein Sprengel dadurch um
- die Gemeinden Altenbrunslar, Altenburg, Beuern, Böddiger, Deute, Felsberg, Gensungen, Harle, Helmshausen, Hesserode, Heßlar, Hilgershausen, Lohre, Melgershausen, Neuenbrunslar, Niedermöllrich, Niedervorschütz, Rhünda und Wolfershausen des Amtsgerichtsbezirks Felsberg,
- sowie die Ortschaften Altmorschen, Bergheim, Bischofferode, Burghofen, Elbersdorf, Eubach, Friemen, Gehau, Günsterode, Heina, Heinebach, Herlefeld, Hetzerode, Konnefeld, Landefeld, Mäckelsdorf, Metzebach, Mörshausen, Nausis, Neumorschen, Pfieffe, Schemmern, Schnellrode, Spangenberg, Stolzhausen, Vockerode-Dinkelberg, Weidelbach und Wichte des Amtsgerichtsbezirks Spangenberg.

Die Gemeinden Burghofen, Friemen, Hetzerode, Mäckelsdorf nebst Schemmern wurden am 1. Juli 1957 an das Amtsgericht Eschwege abgegeben, der Ort Gehau am 1. Juli 1968.
Zu den letzten größeren Änderungen des Amtsgerichtsbezirks kam es im Zuge der Gebietsreform in Hessen. So wurden am 12. April 1972 der nun zu Gudensberg gehörende Ort Deute dem Amtsgericht Fritzlar und das nach Waldkappel eingemeindete Stolzhausen dem Amtsgericht Eschwege sowie am 1. Juli 1973 der nach Alheim eingemeindete Ort Heinebach dem Amtsgericht Rotenburg an der Fulda als auch der nach Wabern eingemeindete Ort Niedermöllrich dem Amtsgericht Fritzlar zugewiesen. Gleiches geschah am 1. Januar 1974 mit dem Waberner Ortsteil Harle. Schließlich wurden am 1. Oktober 1974 die Malsfelder Ortsteile Mosheim und Sipperhausen vom Amtsgericht Homberg (Efze) abgetrennt und dem Amtsgerichtsbezirk Melsungen zugeteilt.

## Übergeordnete Gerichte
Dem Amtsgericht Melsungen übergeordnet ist das Landgericht Kassel.